# NGC 6017
NGC 6017 (другие обозначения — UGC 10098, MCG 1-41-3, ZWG 51.8, PGC 56475) — галактика в созвездии Змея.
Этот объект входит в число перечисленных в оригинальной редакции «Нового общего каталога».